# Аспен Хил (Мериленд)
Аспен Хил (енгл. Aspen Hill) насељено је место без административног статуса у америчкој савезној држави Мериленд.

## Демографија
По попису из 2010. године број становника је 48.759, што је 1.469 (-2,9%) становника мање него 2000. године.
| Група             | 2000.          | 2010.          |
| Белци             | 24.701 (49,2%) | 18.145 (37,2%) |
| Афроамериканци    | 10.538 (21,0%) | 10.597 (21,7%) |
| Азијати           | 5.779 (11,5%)  | 5.297 (10,9%)  |
| Хиспаноамериканци | 7.757 (15,4%)  | 13.593 (27,9%) |
| Укупно            | 50.228         | 48.759         |